# Liliane Weissberg

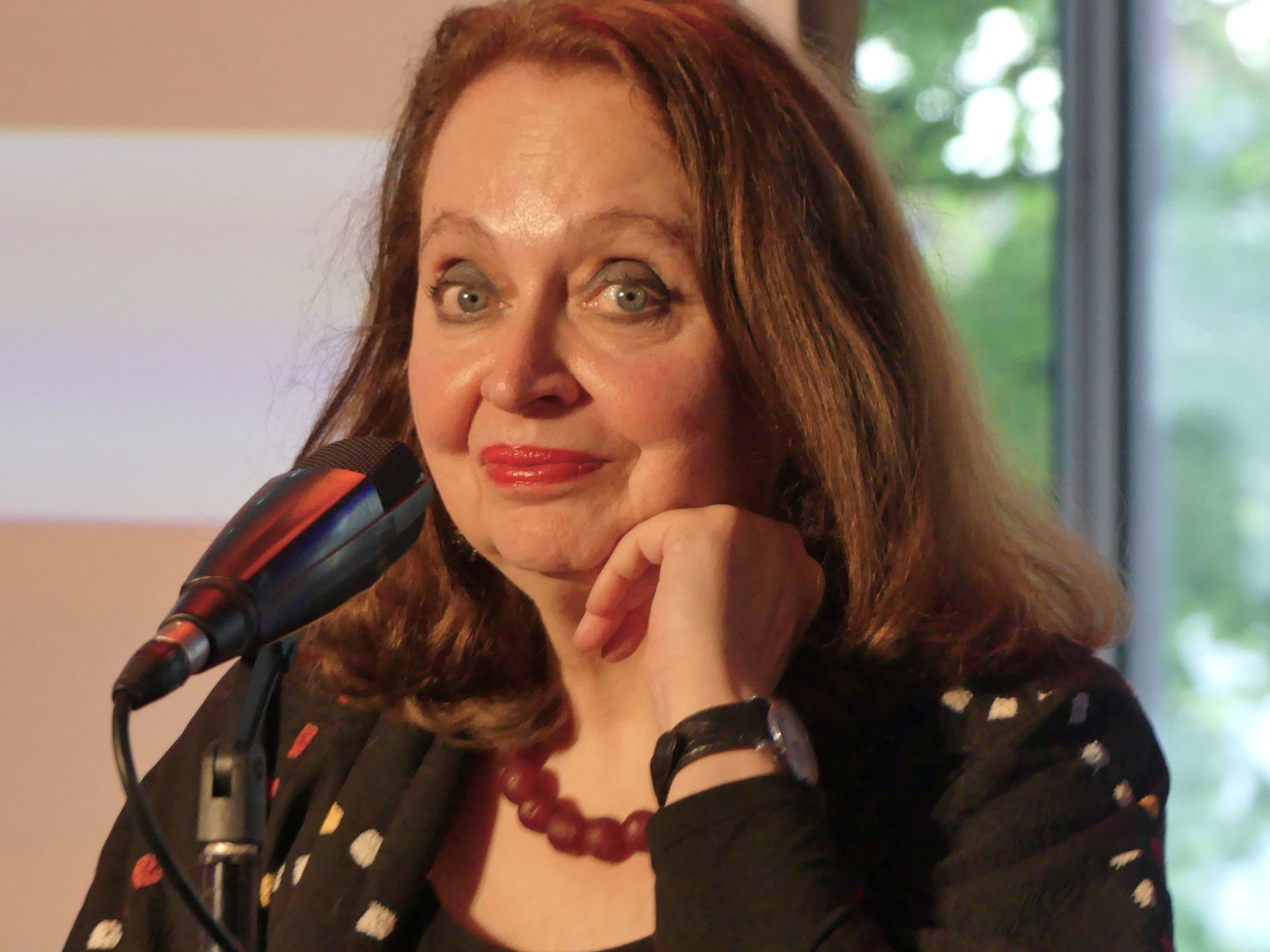
Liliane Weissberg 2025

Liliane Weissberg (* 1953 in Wien) ist eine amerikanische Literaturwissenschaftlerin. Ihre Forschungsinteressen richten sich vornehmlich auf die Wiederentdeckung einer deutsch-jüdischen literarischen und kulturellen Tradition vom späten 18. bis zum frühen 20. Jahrhundert, aber auch die Aufklärung und die europäische und amerikanische Romantik. Sie arbeitete über Edgar Allan Poe, Walter Benjamin, Sigmund Freud, Hannah Arendt und Schriftstellerinnen des frühen 19. Jahrhunderts, wie Henriette Herz, Dorothea Schlegel und Rahel Varnhagen.

## Leben und Werk
Liliane Weissberg studierte Komparatistik und Philosophie an der Freien Universität Berlin und der Harvard University. 1984 wurde sie in Harvard mit einer Dissertation über das Thema der Allegorie bei Edgar Allan Poe zum Doctor of Philosophy promoviert. Sie lehrte von 1983 bis 1989 an der Johns Hopkins University und wechselte anschließend an die University of Pennsylvania, wo sie seitdem als Christopher H. Browne Distinguished Professor in Arts and Sciences deutsche und vergleichende Literaturwissenschaft unterrichtet.
Liliane Weissberg lehrte als Gastprofessorin an den Universitäten Hamburg (1986), der Princeton University (1989), der Universität Potsdam (1993), der Ruhr-Universität Bochum (1995), der Humboldt-Universität Berlin (2002), der Hochschule für Jüdische Studien Heidelberg (2003). 2001 lehrte sie als Ernst Cassirer Gastprofessorin erneut in Hamburg, 2007 als Kurt-David-Brühl-Gastprofessorin für Jüdische Studien am Centrum für Jüdische Studien in Graz. 2009 war sie Gastprofessorin für interdisziplinäre Holocaustforschung am Fritz Bauer Institut der Universität Frankfurt, 2010, 2013 und 2018 war sie Fellow am Center for Advanced Studies der LMU München und hatte 2011 eine Fulbright-Gastprofessur am Sigmund Freud Museum in Wien inne und lehrte an der Universität Wien. 2012 übergab die Universität Kassel die Franz-Rosenzweig-Gastprofessur an Liliane Weissberg. 2013 lehrte sie als Gastprofessorin an der ETH Zürich, 2014 an der Universität Stuttgart und 2016 an der RWTH Aachen und 2016 an der Universität Innsbruck. 2019 war sie Humboldt Fellow am Dubnow Institut der Universität Leipzig und im Sommersemester 2023 Senior Fellow am IFK in Wien.
Sie kuratierte in den USA und in Deutschland mehrere Ausstellungen, darunter für die Slought Foundation in Philadelphia, das Jüdische Museum Frankfurt, das Deutsche Literaturarchiv Marbach; sie ist Mitglied des Wissenschaftlichen Beirats des Deutschen Historischen Museums (DHM).
Für ihre Forschung und Lehrtätigkeit wurde sie mehrfach ausgezeichnet, unter anderem mit einer Fellowship der John Simon Guggenheim Memorial Foundation, dem deutschen Humboldt-Forschungspreis, dem Lindback Award for Distinguished Teaching der University of Pennsylvania, und der Anna-Maria Kellen Fellowship an der American Academy in Berlin (2020). 2022 erhielt sie ein Ehrendoktorat der Universität Graz.

## Schriften (Auswahl)
Einzelwerke
- Geistersprache. Philosophischer und literarischer Diskurs im späten achtzehnten Jahrhundert. Königshausen & Neumann, Würzburg 1990, ISBN 3-88479-480-9.
- Edgar Allan Poe (= Sammlung Metzler. Band 204). Metzler, Stuttgart 1991, ISBN 3-476-10204-1.
- Hannah Arendt, Charlie Chaplin und die verborgene jüdische Tradition (= Vorlesungen des Centrums für Jüdische Studien. Band 1). Leykam, Graz 2009, ISBN 978-3-7011-0165-8.
- Über Haschisch und Kabbala. Gershom Scholem, Siegfried Unseld und das Werk von Walter Benjamin (= Marbacher Magazin. 140). Deutsche Schillergesellschaft, Marbach am Neckar 2012, ISBN 978-3-937384-94-8.
- Münzen, Hände, Noten, Finger: Berliner Hofjuden und die Erfindung einer deutschen Musikkultur (= Vorlesungen des Centrums für Jüdische Studien Graz. 12). Clio Verlag, Graz 2018, ISBN 978-3-902542-71-7.

Editionen
- Weiblichkeit als Maskerade. Fischer, Frankfurt am Main 1994, ISBN 3-596-11850-6.
- Hannah Arendt: Rahel Varnhagen. The Life of a Jewess. The Johns Hopkins University Press, 2000, ISBN 0-8018-6335-X.
- mit J. Gerald Kennedy: Romancing the Shadow. Poe and Race. Oxford University Press, 2001, ISBN 0-19-513710-8.[12]
- Affinität wider Willen? Hannah Arendt, Theodor W. Adorno und die Frankfurter Schule (= Jahrbuch zur Geschichte und Wirkung des Holocaust. 2011). Campus Verlag, Frankfurt am Main 2011, ISBN 978-3-593-39490-9.
- mit Fritz Backhaus und Raphael Gross: Juden. Geld. Eine Vorstellung. Campus Verlag, Frankfurt / New York 2013, ISBN 978-3-593-39923-2.
- mit Karen Beckman: On Writing with Photography. University of Minnesota Press, 2013, ISBN 978-0-8166-7729-0.
- mit Andreas Kilcher: Nachträglich, grundlegend: Der Kommentar als Denkform in der jüdischen Moderne von Hermann Cohen bis Jacques Derrida. 2018, ISBN 978-3-8353-3369-7.
- Benjamin Veitel Ephraim: Kaufmann, Schriftsteller, Geheimagent. 2021, ISBN 978-3-11-072240-6.
- Psychoanalysis, Fatherhood, and the Modern Family. 2021, ISBN 978-3-03082123-4.

Artikel und Buchbeiträge (Auswahl)
- „Der Jude als Paria: Stationen in der Geschichte einer Idee im Diskurs der Assimilation“. In: Christina von Braun (Hrsg.): Was war das deutsche Judentum? (= Europäisch-jüdische Studien. Beiträge 24). Oldenbourg De Gruyter, 2015, S. 117–133.
- Rückkehr im Widerstand. In: Katharine Rauschenberger (Hrsg.): Rückkehr in Feindesland? Fritz Bauer in der deutsch-jüdischen Nachkriegsgeschichte. (=  Jahrbuch des Fritz Bauer-Instituts. 2013). Campus Verlag, Frankfurt am Main 2013, S. 15–37.
- Sehnsucht nach Goethe. Sigmund Freud und der Sommer 1931. In: Stephan Braese, Daniel Weidner (Hrsg.): Deutsche Sprachkultur von Juden und die Geisteswissenschaften. Kadmos Verlag, Berlin 2015, S. 201–214.
- Das Unbewußte der Bundesrepublik: Alexander Mitscherlich popularisiert die Psychoanalyse. In: Zeitschrift für Geistes- und Ideengeschichte. V 3, 2011, S. 45–64.
- Karl Löwiths Weltreise. In: Monika Boll, Raphael Gross (Hrsg.): „Ich staune, dass Sie in dieser Luft atmen können“. Jüdische Intellektuelle in Deutschland nach 1945. Fischer Verlag, Frankfurt am Main 2013, S. 126–170.
- Postcards from the Avant-Garde. In: MLN. Band 132, Nr. 3: Else Lasker-Schüler and the Avantgarde. 2017, S. 575–601.